# Volčji Grad
Volčji Grad – wieś w Słowenii, w gminie Komen. W 2018 roku liczyła 85 mieszkańców.